# Bitwa pod Krefeld
Bitwa pod Krefeld – starcie zbrojne, które miało miejsce 23 czerwca 1758 roku podczas wojny siedmioletniej.
Hanowerska armia dowodzona przez Ferdynanda, brata księcia Brunszwiku Karola I, zmusiła do wycofania się armię francuską generała de Clermonta za Ren.

## Opis bitwy
Armia Ferdynanda (25 000 piechoty i 8 000 kawalerii) po przedostaniu się na lewy brzeg Renu znalazła się na pozycji zagrażającej granicom Francji. Clermont (36 000 piechoty i 11 000 kawalerii), który niedawno zastąpił de Richelieu na stanowisku dowodzącego armii francuskiej, usiłował przeszkodzić Ferdynandowi w jego natarciu. Wybrał  pozycję obronną po południowej stronie murowanego kanału biegnącego prosto ze wschodu na zachód. Ten murowany kanał tworzył naturalną umocnioną pozycję, której Clermont zamierzał bronić.
Ferdynand Brunszwicki po sforsowaniu Renu maszerował na Roermond, by opanować znajdujące się tam francuskie magazyny wojskowe. Zagradzająca mu drogę armia francuska zwrócona była frontem na północ, osłonięta przez tzw. Landwehr, czyli wał graniczny utworzony przez dwa wały o wysokości 4 metrów i 3 rowy.
Pozorując atak na prawe skrzydło armii Clermonta oraz atakując od czoła grupę Oberga, książę Brunszwicki wykonał szeroki flankujący pochód od zachodu przez Aurath, przekraczając kanał poza zasięgiem wzroku Francuzów i wynurzył się z leśnego obszaru na lewej flance Clermonta. Przeciwko pozostałym siłom francuskim wysunął grupę Spörckena.
Większość sił armii księcia Brunszwickiego skupiła się na lewym skrzydle francuskim. Ponieważ Clermont, który właśnie siadał do obiadu, zbyt późno posłał posiłki, jego lewe skrzydło zostało pobite. Popularny i charyzmatyczny hrabia de Gisors, jedyny syn francuskiego Ministra Wojny, księcia de Belle-Isle, został śmiertelnie ranny w czasie, gdy szarżował na czele francuskich karabinierów. Książę de St Germain, który dowodził francuskim lewym skrzydłem, był jednak w stanie utworzyć dostatecznie silną obronę aby zapobiec kompletnej klęsce. W obawie przyparcia swej armii do Renu Clermont zarządził odwrót do Neuss. Armia francuska zdołała się wycofać w stosunkowo dobrym stanie.
Szczególnie wyróżnił się dowodzący sojuszniczymi siłami atakującymi nieprzyjaciela z flanki Erbprinz, syn księcia Brunszwiku który miał później umrzeć z ran otrzymanych w bitwie pod Jeną-Auerstedt podczas wojen napoleońskich. Clermont podał się po tej klęsce do dymisji. Zastąpił go marszałek de Contades.